# 布莉姬 (聖騎士之戰)
布莉姬是亞克系統開發的電子遊戲《聖騎士之戰》系列中的角色，首次登場於2002年推出的《聖騎士之戰X2》之中。在該系列中，布莉姬有個雙胞胎兄弟，兩人出生在一個視同性雙胞胎為不祥之兆的村莊，因此布莉姬的家人將布莉姬取了女性名，並將其以女性的方式撫養長大。在布莉姬成年後，布莉姬排斥這種教育並試著讓自己成為男子漢，但在那之後布莉姬發現當男人並不會讓自己感到快樂，並意識到自己希望成為女性，而且並非因為村裡的迷信，而是出於自己對性別認同的選擇。
布莉姬的設計者是石渡太輔，他希望在《聖騎士之戰X2》的角色中加入非傳統的元素。在遊戲中，布莉姬是一個男扮女裝但自我認同為男性的角色，而由於角色的外貌，布莉姬最初被電子遊戲新聞描述為女性，當他們意識到布莉姬的生理性別時，評論家將布莉姬列入最佳變裝角色和最佳性別模糊角色的名單，並對她的性傾向進行辯論。布莉姬在遊戲玩家中是熱門角色，評論家稱她為該系列中「令人難忘的角色」，並讚譽她在《聖騎士之戰 -奮戰-》中的登場，她在其中確認了自己的身分是跨性別女性。

## 設計
因為已經有其它長得好看且形象剛強的角色，石渡太輔試圖把布莉姬設計成「一個可愛的角色」，但他也想加入非傳統的元素來讓布莉姬和其它格鬥遊戲裡的可愛角色有所區別。最後他和製作團隊認為「把這個角色改成男性會很有意思」。石渡太輔還稱製作布莉姬的動畫不是易事，因為她操控溜溜球的動作使她的動畫幀數大幅增加。在製作團隊在讓布莉姬的動作「看起來很自然」之前，他「花了長到讓人沮喪的作業時間試圖讓她動起來」，並產生大量的廢棄方案。

## 劇情表現
布莉姬初次登場於2002年的《聖騎士之戰X2》，以一位喜歡異性裝扮、穿著修女服的順性別識別男孩呈現在玩家面前。布莉姬在出生時是男性，和自己的雙胞胎兄弟一起出生在英國某個村莊，被雙親取了女孩的名字並被視為女孩撫養長大。之所以這麼做，是因為村民們認為同卵雙胞胎是不祥之兆，會為村子帶來災厄。儘管如此，布莉姬還是從小就認為自己是男孩，並決定成為賞金獵人發財致富，更要決心證明村民的觀念是迷信。布莉姬使用溜溜球和巨大機械泰迪熊羅傑（Rojā）作戰。在2008年的《聖騎士之戰Accent Core Plus》中，布莉姬認為自己已經透過擊敗許多對手證明了自己具有男子氣概，因此她決定成為藝人。雖然她試圖拉攏擅長撞球的威諾姆和精通吉它的伊諾，但都沒有成功。在資金短缺的情況下，布莉姬會在蔵土緣紗夢的餐廳當女侍。而在另一個結局中，她會回到自己的故鄉，得知自己的雙胞胎兄弟不知所蹤，並踏上尋找手足的旅程。
在2004年的《聖騎士之戰 鶍》、2006年的《聖騎士之戰Dust Strikers》和2006年的《聖騎士之戰 末日審判》之中，布莉姬是可玩角色。
2022年，布莉姬作為《聖騎士之戰 -奮戰-》的DLC角色回歸。在該遊戲的官方網站、布莉姬的官方遊戲指南影片等英文資料中，提及布莉姬時都會避免使用代名詞。在《聖騎士之戰 -奮戰-》，布莉姬街機模式劇情中，布莉姬一開始的形象正如先前所確定的一樣是個男性，但正在質疑自己的順性別認同。在和黃金路易斯・狄金森和凱伊=奇斯克的對話中，布莉姬表現出不開心但害怕做出錯誤選擇的感覺，而其它角色則透過分享自己的秘密、勇於揭露自我和以自身真面目面對生命的經歷，和布莉姬隱藏自身跨性別身分的狀態相互映襯。在布莉姬的高難度模式故事結局中，布莉姬對黃金路易斯・狄金森和凱伊=奇斯克出櫃，以一位女性的身分面對他們。

## 反响

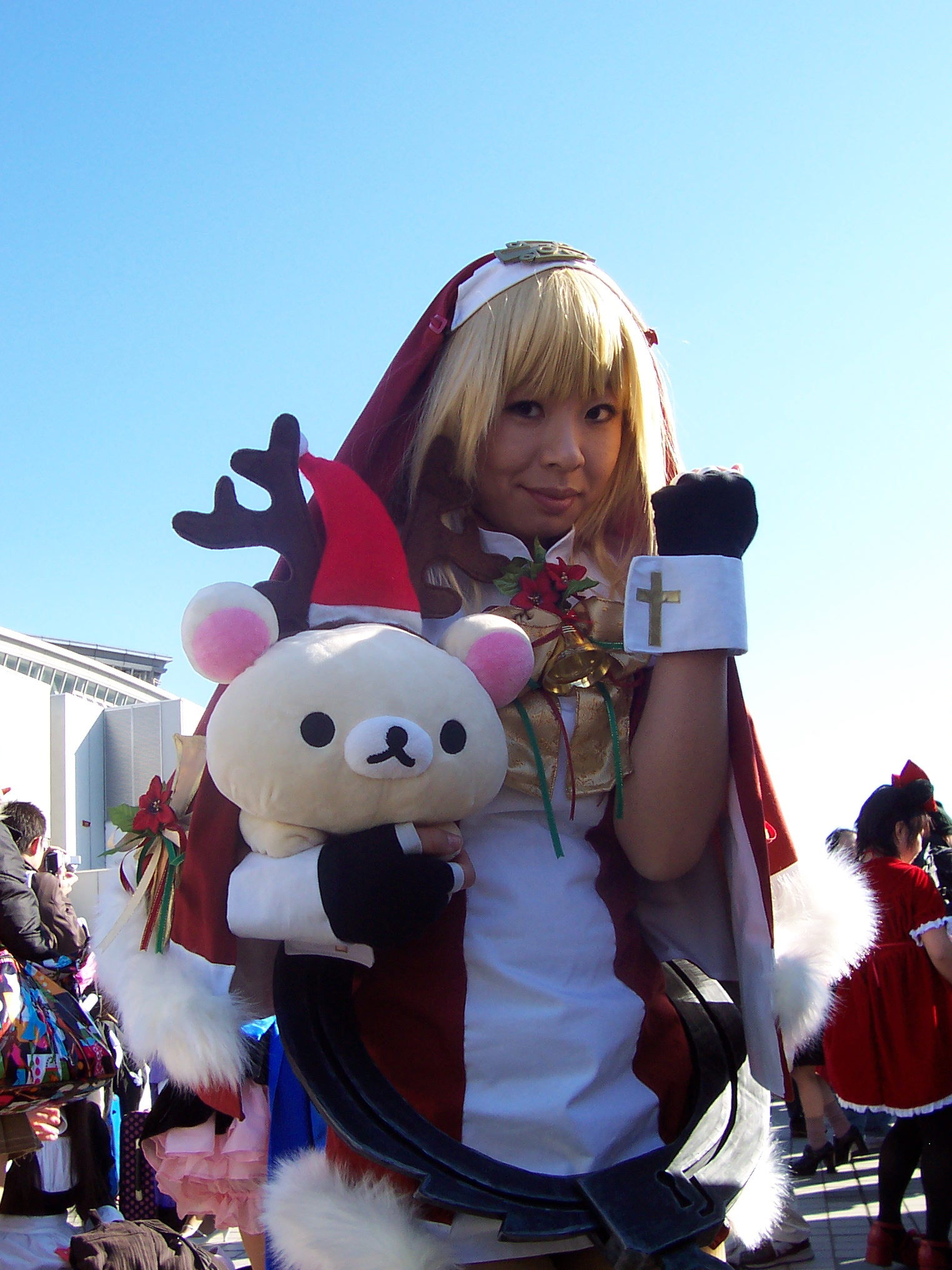
在Comic Market之中角色扮演成布莉姬的Cosplayer，Kotaku的Brian Ashcraft指出，這名角色是男性Cosplayer和女性Cosplayer的最愛。

在亞克系統於2013年舉辦的系列角色人氣投票中，布莉姬名列第一。Eurogamer稱布莉姬是《聖騎士之戰》中最令人難忘的角色，而Kotaku的Brian Ashcraft稱她不只是在《聖騎士之戰》裡、甚至可謂是整個遊戲界中最令人難忘的角色，並稱她為「具標誌性的角色」。另一方面，某些網站也批評了她的外表和服裝。1UP.com的Bob Mackey稱，「她的服裝就是個用來讓我們質疑自己性傾向和變態程度的惡作劇」，簡直就是遊戲版的《The Crying Game》，但哭的部分更多。
儘管在《聖騎士之戰X2》中，該角色被確立為男性，但布莉姬在早期報導中被描述為女性，而且由於她的外表雌雄莫辨，使得有關她的話題聚焦在其性別認同上。IGN最初將布莉姬描述為「耍著溜溜球的變裝怪修女」，而GamesRadar稱她為「有陰莖的俏皮天主教修女」。在ZoominGames列出的「遊戲中的五大變性角色」之中，布莉姬名列第四，而UGO網路將她列為所有媒體中的最佳變裝角色之一。此外，《The Escapist》認為布莉姬是變裝英雄玩者角色的先驅，這和電子遊戲裡許多變裝和跨性別反派角色（例如《快打旋風》系列裡的猛毒）形成鮮明對比。
儘管布莉姬的性傾向並未公開，某些網站已經在LGBT相關文章中提及她。另一方面，Destructoid刊登一篇文章爭論布莉姬的異性戀，儘管存在爭議，但GayGamer.net、JeuxvideoPC和Destructoid 都同意布莉姬廣受粉絲讚賞；在網路上，有許多布莉姬的圖片會搭配諸如「布莉姬把我變成了同性戀」、「在布莉姬面前每個人都是同性戀」等標語。GamesRadar的工作人員引用了這一點，將她列為「我們願意為了她成為同性戀」的角色之一。美國政治人物約翰·馬侃曾發起一項法案，要求網際網路服務供應商和相關網站通知政府注意未成年人非法影像（包含虛構角色）時，《連線》雜誌發表一篇題為《在布莉姬面前，約翰·馬侃不是同性戀》的文章。
《Gamasutra》的Zoran Iovanovici將布莉姬受歡迎的原因歸於她「超女性化」這一事實，並稱「布莉姬多年以來都是粉絲最愛這點並不奇怪」，Stephen Kelley在《VGChartz》上寫道「布莉姬看起來是個很萌很可愛的角色」，但「身穿誘惑十足的修女服的布莉姬突然變成了讓人毛骨悚然的性對象」。Pride St. Clair在部落格Piki Geek上發文章，指出布莉姬「似乎對應著幾種動漫畫中廣為流行的戀物對象，包括純潔無辜的美少女和兼具性魅力和神聖性的宗教人物」，並表示儘管看似「被設計成Trap……布莉姬是一塊試金石，是「有關角色性別和戀物癖在格鬥遊戲和當代日本文化中所起的作用」的討論的基礎，而且非常有成效。
2022年，布莉姬在《聖騎士之戰 -奮戰-》中作為DLC角色登場，這是她睽違十年以來作為可玩角色的登場。《Fanbyte》的Kenneth Shepard推測，她長期缺席可能是因為官方不知道如何解決她的背景故事，並認為她在先前的表現中呈現出恐同和恐跨的比喻。布莉姬在遊戲中的出櫃情節促使Josh Tolentino在Siliconera上撰文，表示想知道開發商是否計劃改變她在性別表現方面的描述，並指出亞克系統網站內文在提及布莉姬時會避免使用性別人稱代名詞。評論家對她的故事中歷經掙扎，最終成為跨性別女性的情節讚譽有加。Kenneth Shepard坦言，統整布莉姬的背景設定並講述一個能讓人感到敬佩的出櫃故事是件挑戰。Renata Price在Waypoint發表的評論則將布莉姬的演變和格鬥遊戲社群中酷兒玩家日益增加且逐漸被接受的現象相提並論。她發現布莉姬迂迴而奇特的自我接納過程「就像真正的酷兒故事一樣，混亂而真實」，可謂是寶貴的資產。Renata Price和Kenneth也都在文章中將布莉姬的故事，和在《聖騎士之戰 -奮戰-》中被確立為非二元性別的角色Testament聯繫起來。

## 註解
1. ↑  在英語中，Trap也有「因為偽娘很可愛而被騙」的涵義，被引申為偽娘的代名詞。